# Opsomeigenia vexans
Opsomeigenia vexans är en tvåvingeart som först beskrevs av Charles Howard Curran 1925.  Opsomeigenia vexans ingår i släktet Opsomeigenia och familjen parasitflugor. Inga underarter finns listade i Catalogue of Life.